# Південний (автовокзал)
Південний автовокзал — один з автовокзалів Донецька, знаходиться в Ворошиловському районі, в центрі міста.

## Пасажирське сполучення
З цього автовокзалу вирушають автобуси в південному напрямку Донецької області та у напрямку Луганська. 
До 2014 року автобуси прямували в Київ, Бориспіль, Харків, Ізюм, Ізмаїл, Дніпро, Запоріжжя та інші міста України.
Влітку з Південного автовокзалу вирушали автобуси на Азовські курортні селища: Мелекіне, Ялта (Азовська), Білосарайська коса, Урзуф, Бабах-Тарама.